# Maison située 52 rue Episkopska à Niš
La maison située 52 rue Episkopska à Niš (en serbe cyrillique : Кућа у Ул. Епископска 52 у Нишу ; en serbe latin : Kuća u Ul. Episkopska 52 u Nišu) se trouve à Niš, dans la municipalité de Medijana et dans le district de Nišava, en Serbie. Elle est inscrite sur la liste des monuments culturels protégés de la république de Serbie (identifiant no SK 332),,.

## Présentation
La maison, située 22 rue Episkopska (anciennement rue Dimitrija Dimitrijevića), a été construite dans la première moitié du XIXe siècle. Selon son propriétaire, elle est connue sous le nom de « maison de Milka ». Selon une inscription en turc peinte sur une planche, on suppose que cette maison a été édifiée par un Turc et qu'une famille turque y a vécu pendant un certain temps.
De dimension assez grande, elle a été construite avec un vaste sous-sol et un beau doksat (sorte de galerie-terrasse), bien préservé, sur le côté sud-est. Une partie du porche, sur le côté sud a par la suite été fermé et vitré et sert maintenant de couloir. Le sous-sol et la base de l'édifice sont en pierres et le reste a été construit selon la technique des colombages ; le toit a quatre pans était recouvert de tuiles.
Malgré les modifications apportées, de nombreux éléments plus anciens subsistent à l'intérieur. On y trouve des pièces agencées de manière asymétrique, des plafonds sculptés et des piliers en bois.
Cette maison tient sa valeur architecturale du fait qu'elle est caractéristique des vieilles maisons des Balkans (architecture balkanique).